# Marek Litewka
Marek Litewka (ur. 6 sierpnia 1948 w Krakowie, zm. 12 stycznia 2024) – polski aktor teatralny, filmowy i telewizyjny.

## Życiorys
Absolwent Wydziału Aktorskiego Państwowej Wyższej Szkoły Teatralnej w Krakowie (1974). W latach 1974–1975 występował w Państwowym Teatrze Ziemi Krakowskiej im. Ludwika Solskiego w Tarnowie, a następnie przeniósł się do Krakowa, gdzie występował w Starym Teatrze im. Heleny Modrzejewskiej (1975–2003), Teatrze „Bagatela” (2003–2006) oraz Teatrze STU (2007–2016).
Wystąpił w trzydziestu dwóch spektaklach Teatru Telewizji (1973–2021) oraz trzech audycjach Teatru Polskiego Radia (1973–1989). Występował w cyklu telewizyjnym Spotkanie z Balladą. Został pochowany 22 stycznia 2024 na cmentarzu na Bielanach w Krakowie.

### Nagrody
- 1975 – nagroda kierownika Wydziału Kultury Urzędu Wojewódzkiego w Krakowie za role w sztukach Złoty chłopiec Clifforda Odetsa i Trzy siostry Antoniego Czechowa.
- 2004 – XLIII Rzeszowskie Spotkania Teatralne – III miejsce w plebiscycie publiczności na najlepszą rolę męską za rolę Tewje Mleczarza w przedstawieniu Skrzypek na dachu Jerry’ego Bocka i Josepha Steina.

## Filmografia

### Filmy fabularne
- Dagny (1976) – mężczyzna na chrzcie syna Stanisława Przybyszewskiego
- Amator (1979) – Piotrek Krawczyk, sąsiad Filipa
- Polonia Restituta (1980)Tadeusz Kasprzycki
- Constans (1980) – kolega Witolda z pracy
- Nie było słońca tej wiosny (1983) – oficer
- Jeździec na ogniu (1985)
- Dama kameliowa (1994) – licytator majątku Małgorzaty
- Przygody dobrego wojaka Szwejka (1999)
- Karol. Człowiek, który został papieżem (2004) – Wilhelm Kluger, ojciec Jerzego i Tesi
- Zakochany Anioł (2005) – pacjent szpitala psychiatrycznego
- Wino truskawkowe (2007) – Władysław Zalatywój
- Rewizyta (2009) – kolega Witolda z pracy (sceny z filmu Constans)
- Miłość na wybiegu (2009) – ojciec Julii
- Janosik. Prawdziwa historia (2009) – ojciec Janosika
- 15 fotografii (2010) – Jaś, przyjaciel Rudka
- Zdjęcie (2012) – grabarz Kazimierz
- Król życia (2015) – Władysław, sąsiad Edwarda

### Seriale
- Ślad na ziemi (1978) – inżynier Janusz Rozpalski (odc. 1, 2, 3, 6, 7)
- Z biegiem lat, z biegiem dni… (1980) – aktor kabaretu "Zielony Balonik" (odc. 6)
- Polonia Restituta (1982) – porucznik Tadeusz Kasprzycki (odc. 1)
- Blisko, coraz bliżej (1983) – Pierre Pasternik, syn Jana (odc. 8)
- Rycerze i rabusie (1984) – Przecław Dydyński (odc. 1, 2, 3)
- Opowieść o Józefie Szwejku i jego drodze na front (1996) – zawiadowca (odc. 6)
- Świat według Kiepskich (2000) – akwizytor (odc. 25)
- Na Wspólnej (2002–2003) – Stefan Maciejewski (odc. 1081, 1083, 1087, 1090, 1093, 1097, 1100, 1110)
- Pierwsza miłość (2002–2004) – dwie role:
  - szejk Abdullah al Rabeeah
  - profesor Świderski
- Glina (2007–2008) – Zygmunt Malewicz, dziadek Katarzyny (odc. 15, 17)
- Fala zbrodni (2007) – Kolumbijczyk (odc. 93)
- Ekipa (2007) – Łukasz Bergier, znajomy Nowasza (odc. 13)
- Janosik. Prawdziwa historia (2009) – ojciec Janosika
- Ratownicy (2010) – przewodnik tatrzański Jagiełło (odc. 7)
- Głęboka woda (2011) – Józef
- Komisja morderstw (2016) – imam (odc. 5)
- Kruk. Szepty słychać po zmroku (2018) – stary Cygan (odc. 5)
- Kruk. Czorny woron nie śpi (2021) – Gawol Balasz (odc. 2-6)